# Tulun (Irkutsk)
|  | Per a altres significats, vegeu «Tulun». |

Tulun (en rus Тулун) és una ciutat de l'óblast d'Irkutsk, a Rússia. Es troba al sud de Sibèria, a la vora del riu Ïia, a 350 km al nord-oest d'Irkutsk.

## Història
Tulun fou creada al segle xviii, Tulun significa 'vall' en iakut. A la segona meitat del segle xix Tulun era una ciutat pròspera gràcies a l'activitat mercantil. El 1897 arribà a la vila el Transsiberià, la qual cosa propicià encara més el desenvolupament econòmic.